# Przyjaciel Ludu (Leszno 1834–1849)
Przyjaciel Ludu, czyli Tygodnik Potrzebnych i Pożytecznych Wiadomości – tygodnik ukazujący się w Lesznie w latach 1834–1849.

## Historia
Czasopismo wydawane było z inicjatywy Antoniego Poplińskiego i Józefa Łukaszewicza, przy wsparciu finansowym i ideologicznym Edwarda Raczyńskiego. Było pismem wielkopolskich organiczników i stanowiło jeden z pierwszych na ziemiach polskich magazynów ilustrowanych.
Z czasopismem współpracował litograf Teofil Mielcarzewicz oraz Stanisław Plater, polski geograf, kartograf, statystyk i encyklopedysta .